# Fatma Turgut
Fatma Turgut, född 2 januari 1984 i Aydın, är en turkisk sångare, låtskrivare och kompositör

## Diskografi

### Tillsammans medModel

#### Album
- Perili Sirk (2009)[2]
- Diğer Masallar (2011)[3]
- Levlâ'nın Hikayesi (2013)

#### Singlar
- Bir Pazar Kahvaltısı feat. Emre Aydın (2014)
- Mey (2016)

### Solo

#### Album
- Elimde Dünya (2019)

#### Singlar
- Bensiz Bir Sen (feat. You May Kiss The Bride) (2016)[4]
- İlkbaharda Kıyamet (2016)
- Yıllar Sonra (Biz Size Döneriz Soundtrack 2017)
- Aşk Tadında (2018)[5]
- Efsaneyiz (with Ferman Akgül) (2018)[6]
- Bir Varmış Bir Yokmuş (2019)
- Palavra (Fikret Şeneş Şarkıları) (2019)
- Yangın Yeri (with Can Baydar) (2019)[7]
- Dünya Tek Biz İkimiz [rapversion] (feat. Ayben) (2020)
- Ben Vardım (2021)
- Dünyalar Senin Olsun (2021)
- Aramızda Uçurumlar (med Suat Suna) (2021)
- İkimizden Biri  (2022)